# Tòa thị chính Paris
Tòa thị chính Paris (tiếng Pháp: Hôtel de ville de Paris) nằm ở quận 4 của thành phố, bên bờ sông Seine và cạnh quảng trường Hôtel-de-Ville.

## Vị trí
Khu vực tòa thị chính là trung tâm của thành phố, rất gần Châtelet và nhà thờ Đức Bà. Phía trước của tòa nhà là quảng trường Hôtel-de-Ville, phía sau là phố Lobau, bên trái là đường ke Hôtel de Ville sát sông Seine, còn bên phải là phố Rivoli. Với diện tích 30 000 m², chiều dài 110 m và chiều rộng 85 m, bên trong tòa thị chính có hai sân vuông rộng. Quảng trường Hôtel-de-Ville phía trước tòa thị chính là nơi tập trung của nhiều trò giải trí. Vào mùa đông, một sân trượt băng được dựng ở đây phục vụ người dân Paris.

## Lịch sử
Tháng 7 năm 1357, Étienne Marcel nhân danh thành phố mua lại "maison des piliers" và từ đấy dựng lên trung tâm hành chính của Paris. Trước đó, thế kỷ 13, hội đồng hành chính Paris được đặt ở "Parloir aux Bourgeois" nằm gần Châtelet và đầu thế kỷ 14 ở đồi Sainte-Geneviève.
Đến thế kỷ 16, tòa nhà "maison des piliers" được thay thế bằng 1 cung điện do Boccador, kiến trúc sư người Ý thiết kế. Công việc xây dựng bắt đầu năm 1533 và hoàn thành vào năm 1628. Sau đó công trình còn được mở rộng thêm từ 1836 đến 1850, vẫn giữ nguyên mặt trước theo phong cách nghệ thuật Phục Hưng.
Tòa nhà bị những người của Công xã Paris đốt cháy vào tháng 5 năm 1871. Sở lưu trữ thành phố cũng chung số phận. Trong khoảng thời gian 1874 tới 1882, tòa nhà mới được xây dựng theo thiết kế của 2 kiến trúc sư Théodore Ballu và Édouard Deperthes. Mặt trước của công trình theo lối Phục Hưng được xây lại như cũ.
Quảng trường Grève phía trước tòa thị chính được đặt tên lại là quảng trường Hôtel-de-Ville ngày 19 tháng 3 năm 1803 và trở thành 1 không gian dành riêng cho người đi bộ từ năm 1982.
Trong rất nhiều các cuộc nổi dậy ở Paris, tòa thị chính thường xuyên là địa điểm tập hợp của những người khởi nghĩa. Với các sự kiện Cánh mạng 1830 và 1848, Công xã Paris năm 1871 cho tới giải phóng trong Chiến tranh thế giới thứ hai, tòa thị chính là một địa điểm lịch sử quan trọng.